# Saint-Léon-le-Grand, Mauricie
Saint-Léon-le-Grand är en kommun av typen socken (municipalité de paroisse) i provinsen Québec i Kanada. Den ligger i regionen Mauricie, i den sydöstra delen av landet, 230 km öster om huvudstaden Ottawa.